# みんなのDSゼミナール
『みんなのDSゼミナール』（みんなのディーエスゼミナール）は、2006年7月20日にTDKコア（のちにクリエイティヴ・コア）が発売したニンテンドーDS用のソフトシーリーズである。

## シリーズ
50音順で記す。
- カンタン音楽力
- カンペキ英単語力
- カンペキ漢字力
- 算数オリンピック委員会考案 数字で鍛える脳力トレーニング アルゴ&トリンカ